# Lomporom
 (novembre 2013).
Lomporom est un village situé à 15 km à l'Est de Mao la capitale du Kanem, dans le centre-nord du Tchad

## Habitant
La principale tribu du village  est les Maguiya ; ils vivent de l'agriculture (surtout du mil)  et de l'élevage de bétail (dromadaire, vaches, moutons...)